# Класифікатор (апарат)

Класифікатор-гідроциклон

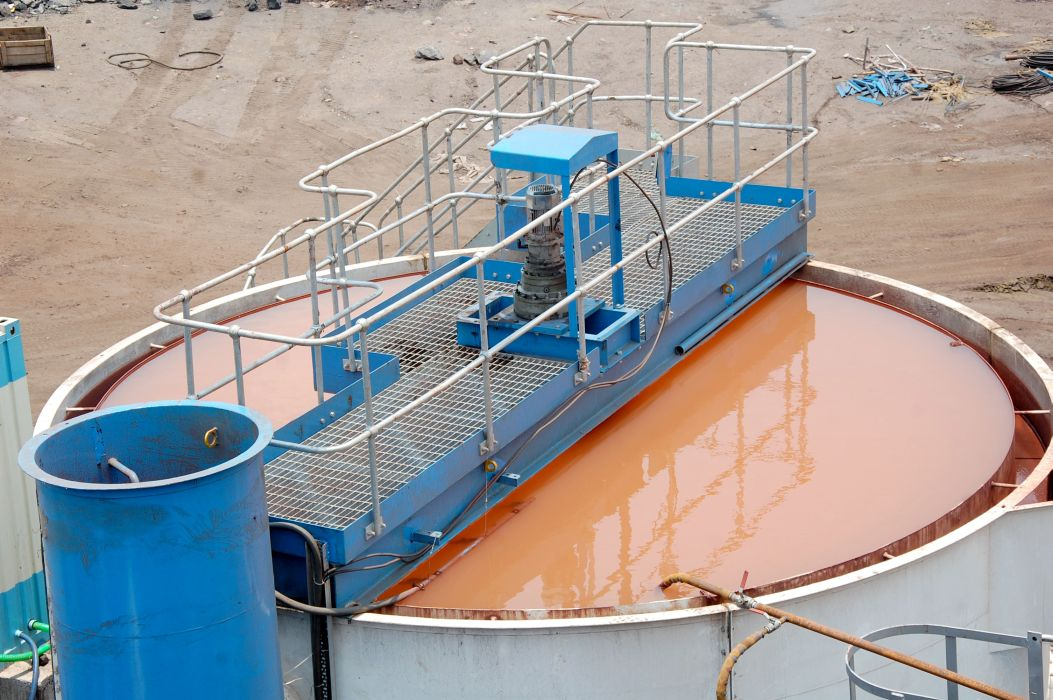
Гідрокласифікатор (згущувач)

Схема спірального класифікатора

Класифікатор (рос. классификатор, англ. classifier, нім. Klassierer m, Sichter m, Klassifikator m) — безситовий апарат, яким мінеральні суміші поділяють на класи крупності (під впливом сили ваги, відцентрових сил) залежно від розміру, форми або густини частинок.
У залежності від діючих сил розрізняють класифікатори:
- гравітаційні,
- пневматичні,
- електричні,
- відцентрові.

У залежності від комбінації діючих сил і способу розвантаження:
- з механічним розвантаженням пісків — гравітаційні механічні (рейкові, елеваторні, спіральні, чашкові, скребкові, дражні, гідроосцилятори), відцентрові (шнекові відсаджувальні центрифуги);
- з самопливним розвантаженням пісків — гравітаційні (гідравлічні класифікатори), відцентрові (гідроциклон, центрифуга).

До гравітаційних класифікаторів відносять також багер-зумпфи, радіально та циліндро-конічні згущувачі, пірамідальні відстійники.
Найбільше розповсюдження на рудних і вуглезбагачувальних фабриках отримали мокрі механічні спіральні класифікатори для класифікації в циклах подрібнення і підготовки вихідного матеріалу до флотації. Спіральний класифікатор являє собою похиле корито, в якому вміщені один або два обертові вали з насадженими на них стрічковими спіралями, виконаними по ґвинтовій лінії (зануреними або незануреними в пульпу). Пульпа подається в нижню третину корита класифікатора, піски, що осіли за допомогою спіралей, видаляються і частково збезводнюються. Тонкі частинки, що не встигли осісти, переходять у злив. Тонина зливу залежить від наявності глинистих шламів, що збільшують в'язкість, густину і ступінь розрідження пульпи, а також швидкість обертання спіралей і нахил корита. Продуктивність класифікатора залежить головним чином від площі дзеркала пульпи, тобто визначається шириною, висотою лобової стінки і нахилом корита, і від необхідної крупності твердої фази у зливі, густини і в'язкості пульпи. Спіральні класифікатори відрізняються простою і надійною конструкцією, їх важлива перевага — підйом пісків вище точки надходження живлення, що дозволяє компонувати замкнений цикл подрібнення без додаткових транспортуючих пристроїв.

## Галерея

гідравлічний класифікатор
Елеваторний класифікатор
Конусний_класифікатор
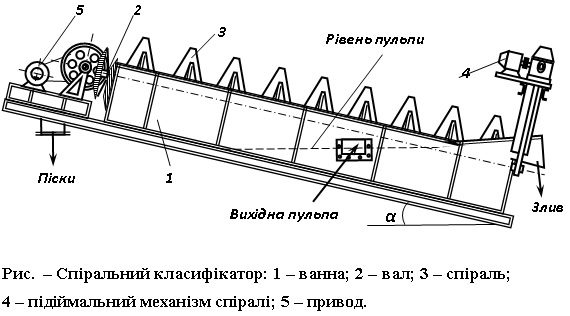
Спіральний класифікатор